# 宫建伟
宫建伟（1954年9月—），安徽阜阳人，中华人民共和国政治人物、外交官。

## 生平
1972年，毕业于长春外国语学校俄语专业。1976年，进入中华人民共和国外交部工作，先后在外交部苏联东欧司、驻苏联大使馆、驻俄罗斯大使馆、外交部欧亚司任职，后任外交部欧亚司参赞。1996年，任外驻俄罗斯大使馆参赞。2001年，任外交部欧亚司参赞。2005年11月，出任中华人民共和国驻摩尔多瓦大使。2008年9月，出任中华人民共和国驻格鲁吉亚大使。2010年，任外交部欧亚司大使。2012年1月，出任中华人民共和国驻白俄罗斯大使。2014年，任亚洲相互协作与信任措施会议秘书处执行主任。2018年，卸任执行主任一职。
1989年戈尔巴乔夫访华时，宫建伟曾担任戈尔巴乔夫与邓小平会谈的翻译。

## 家庭
已婚，有一子。

## 荣誉
- 荣誉勋章（2015年7月3日）-促进摩中两国人民相互了解和友好交流[6]。